# مایدر اوندا
مایدر اوندا (اسپانیایی: Maider Unda‎؛ زادهٔ ۲ ژوئیهٔ ۱۹۷۷) کشتی‌گیر سابق زن اهل اسپانیا است.
وی در مسابقات کشوری و بین‌المللی در مجموع برندهٔ ۱ مدال نقره، ۵ مدال برنز شده‌است.